# Suzuki Lapin
Suzuki Lapin (Lapin с фр. — кролик) — кей-кар японской компании Suzuki, производящийся с 2002 года. Автомобиль построен на платформе моделей Alto и Wagon R, которые также являются кей-карами. По статистике компании 90 % покупателей данной модели — женщины. Автомобиль первого поколения также продавался под маркой Mazda как Mazda Spiano.

## Первое поколение (HE21S)
Первое поколение автомобиля было представлено в январе 2002 года. Было доступно 2 комплектации: G и X, которые комплектовались 660 см³ двигателем мощностью 40 кВт. Существовала и версия с турбонагнетателем, мощность у которой повышалась до 47 кВт. Опционально был доступен полный привод.

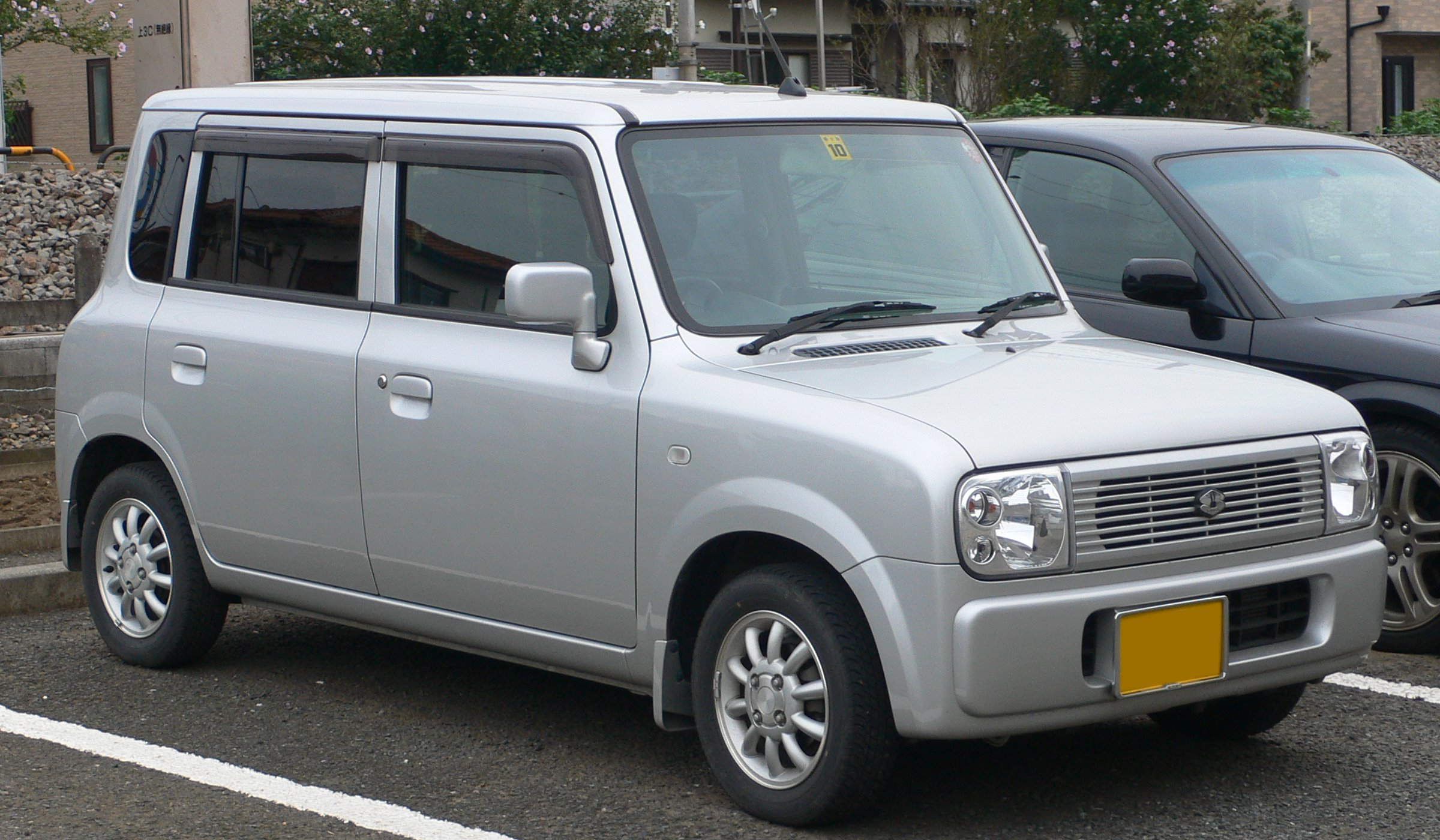
Вид спереди
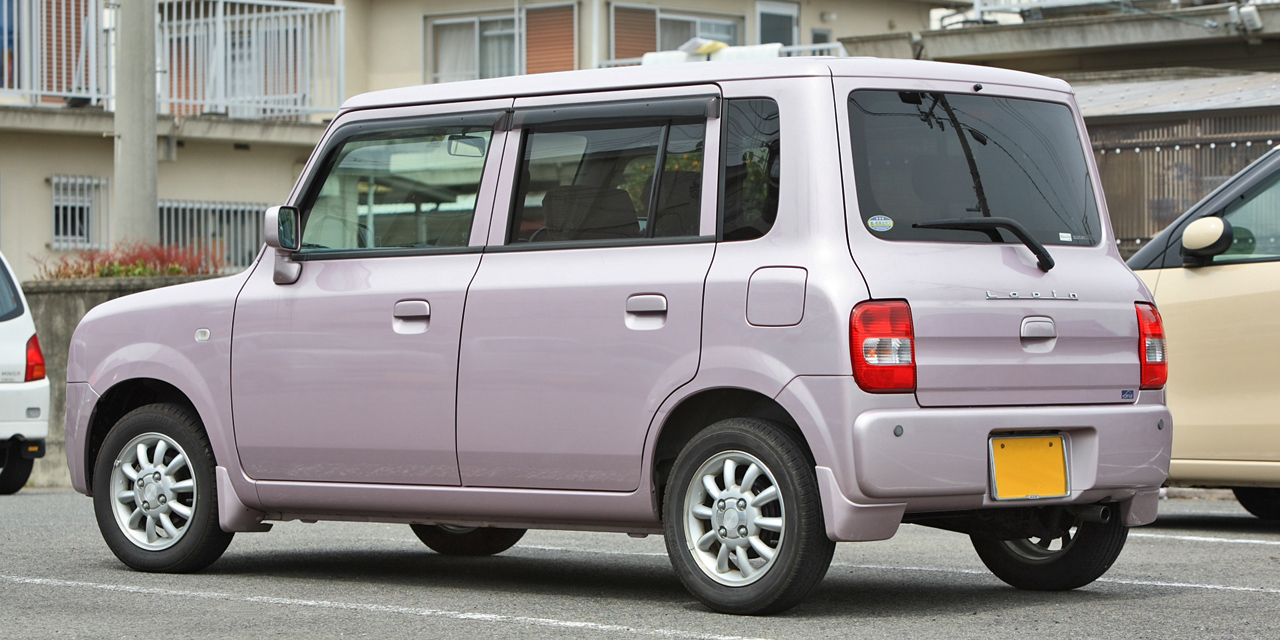
Вид сзади
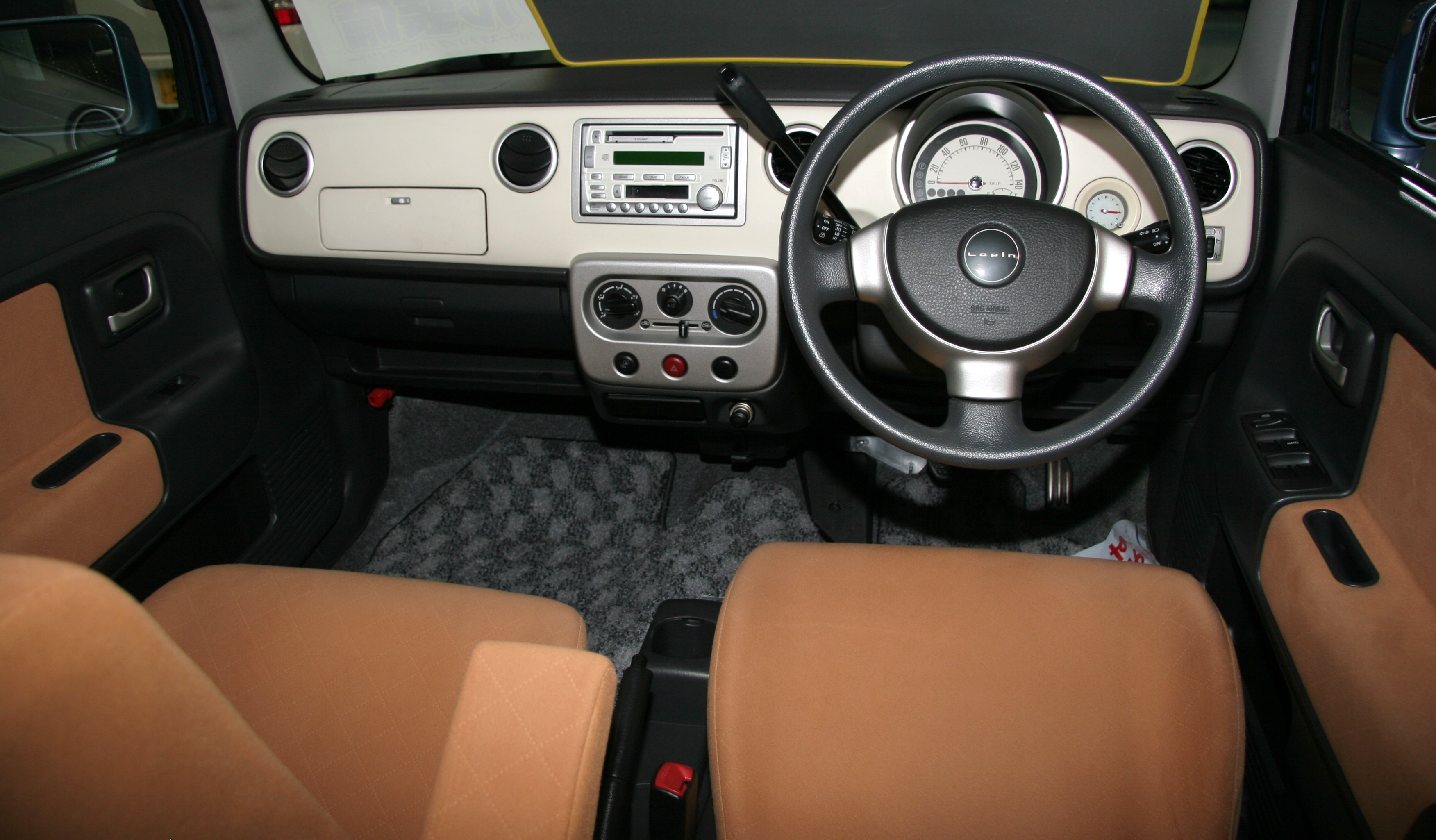
Интерьер
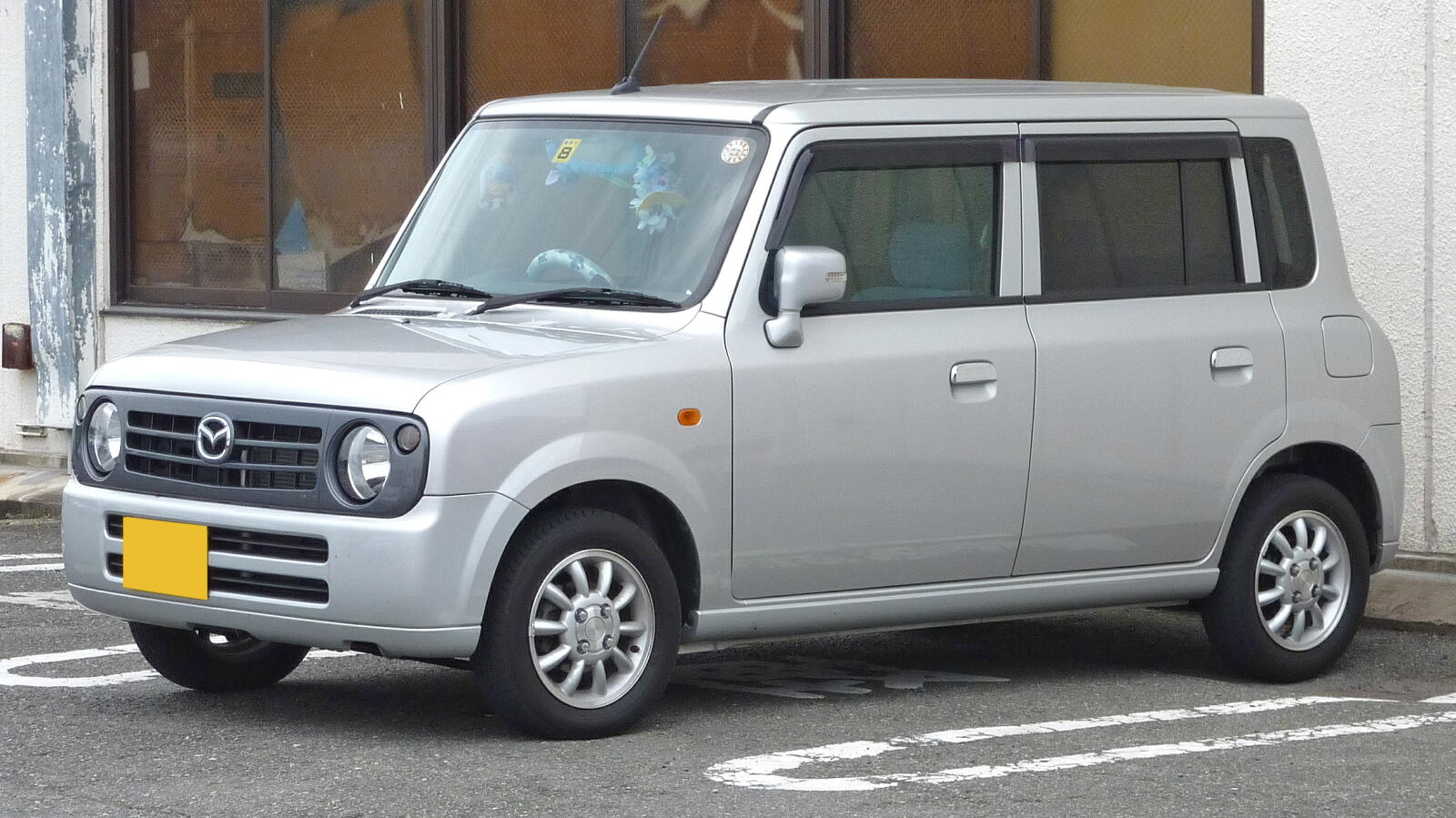
Mazda Spiano

## Второе поколение (HE22S)
Второе поколение дебютировало в ноябре 2008 года. Автомобиль не сильно отличался от предыдущего поколения.

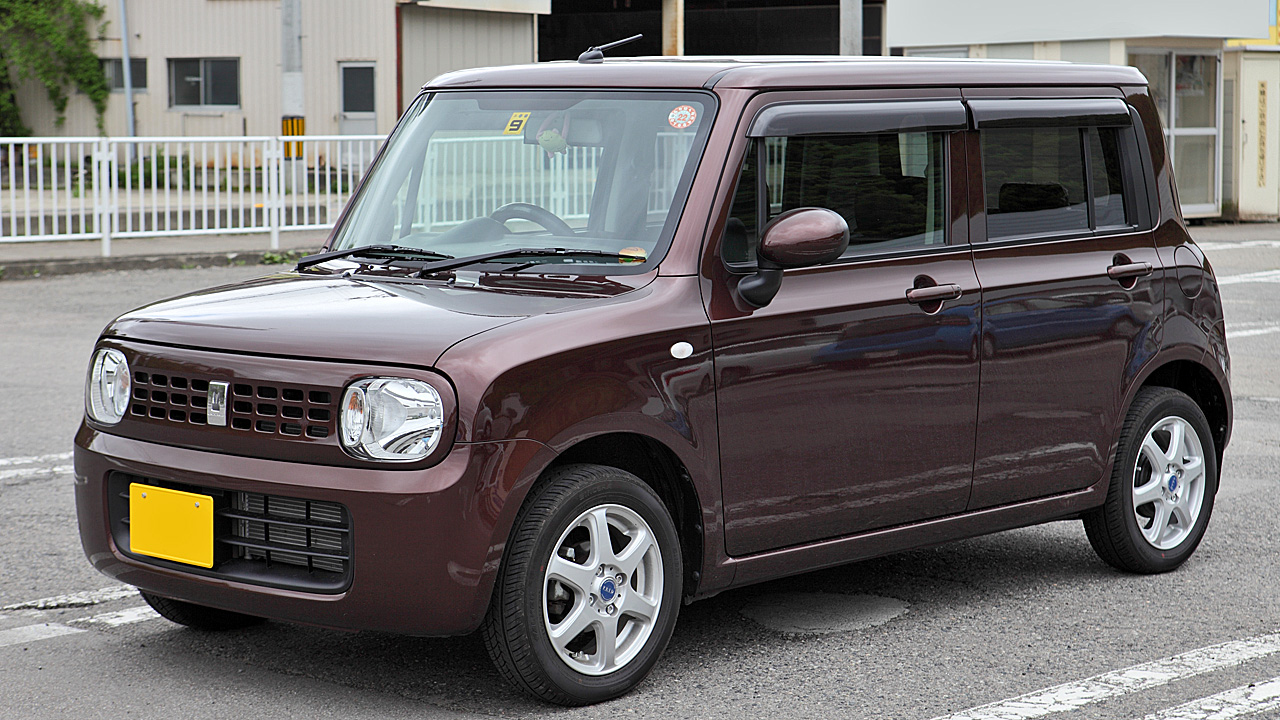
Вид спереди
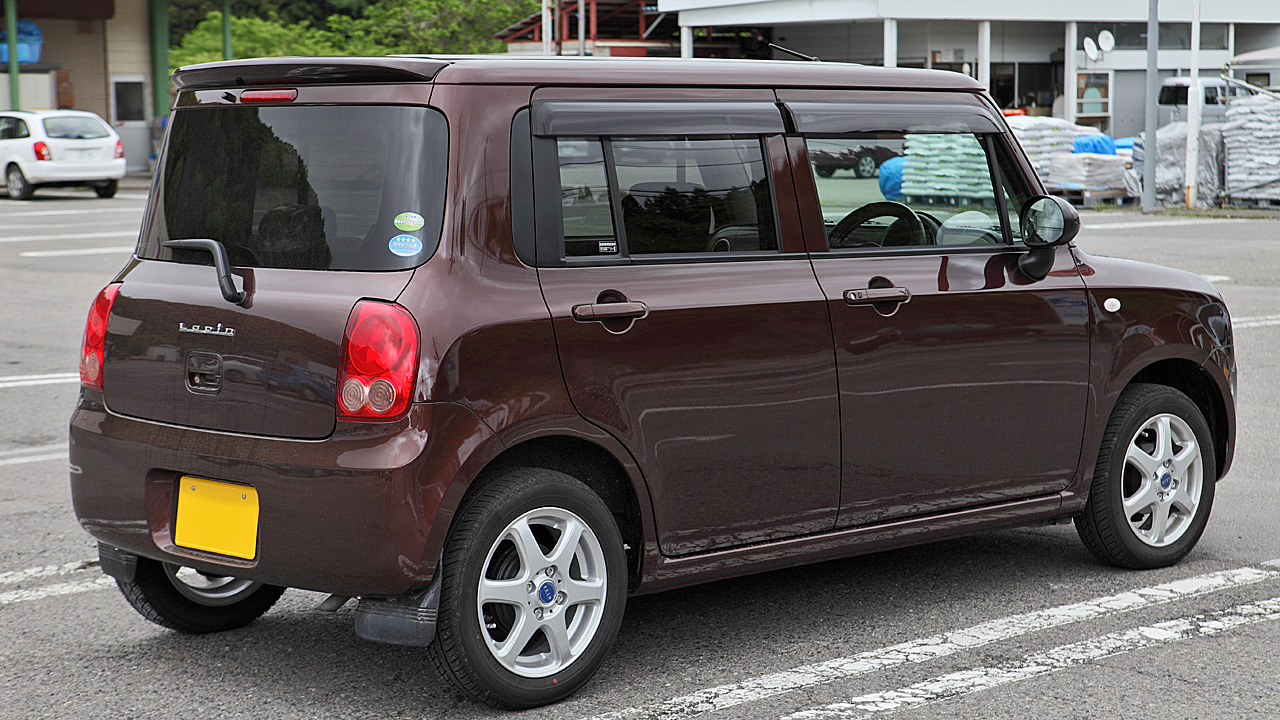
Вид сзади
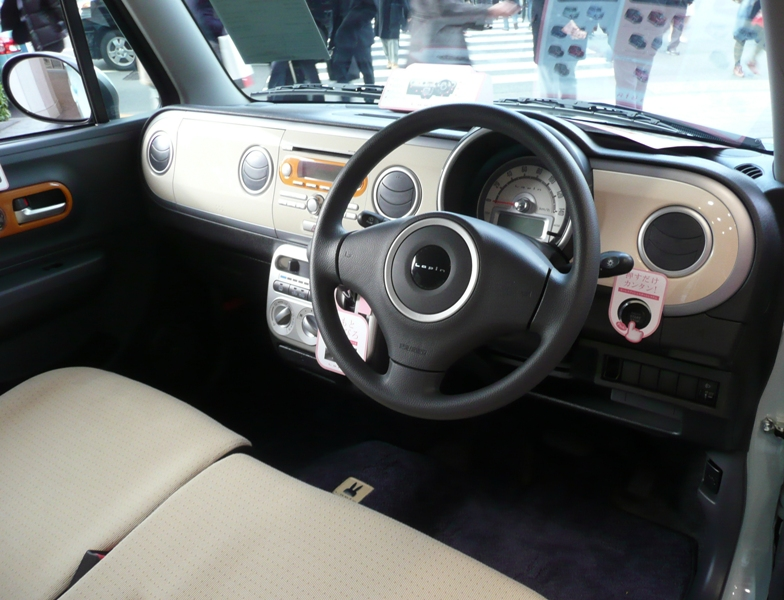
Интерьер

## Третье поколение (HE33S)
Третье поколение Alto было представлено в июне 2015 года. Кей-кар оснащается новым трехцилиндровым атмосферным двигателем объёмом 658 см³ и мощностью 38 кВт (52 л. с.), бесступенчатой коробкой передач и передним приводом. Опционально доступен полный привод.

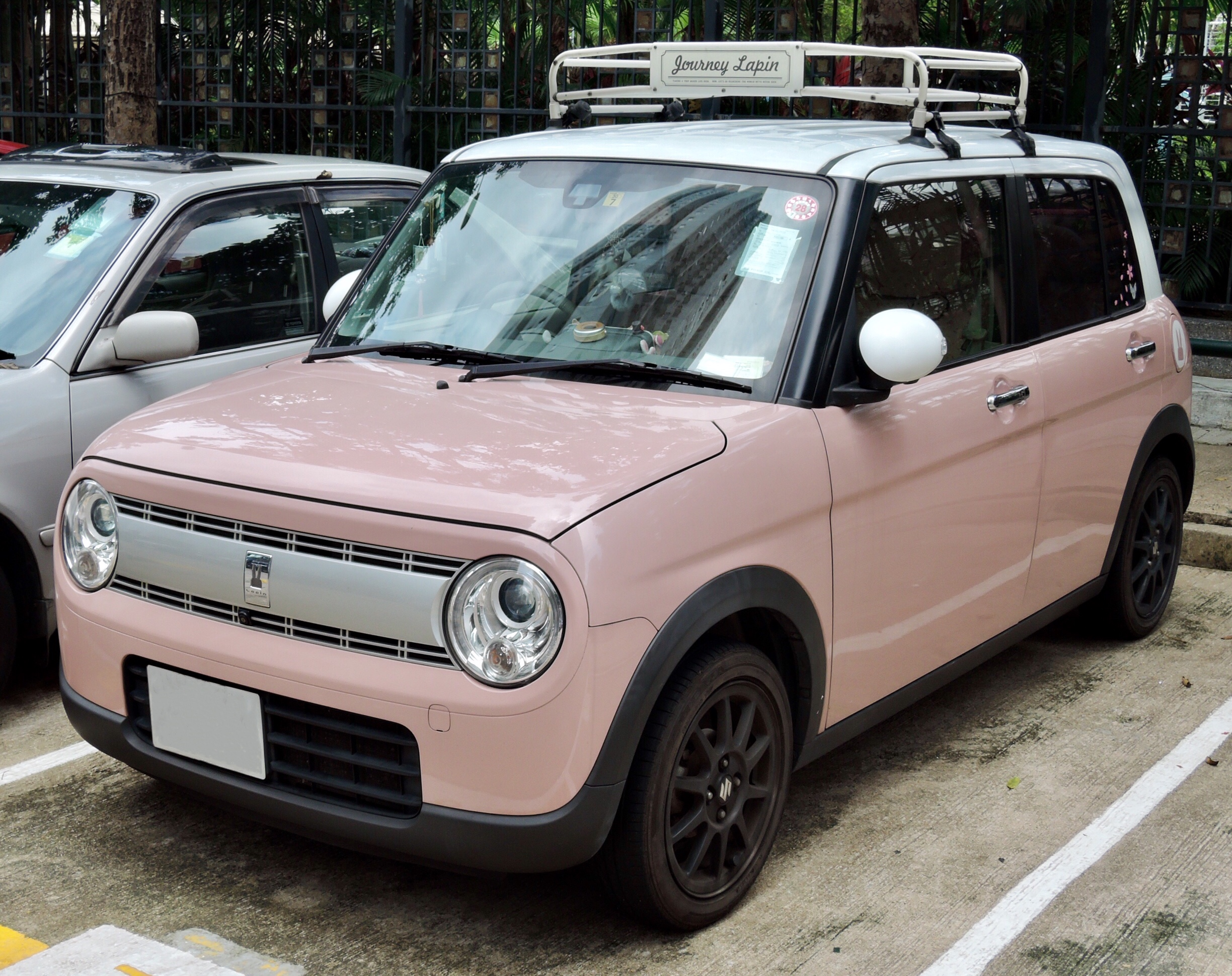
Вид спереди
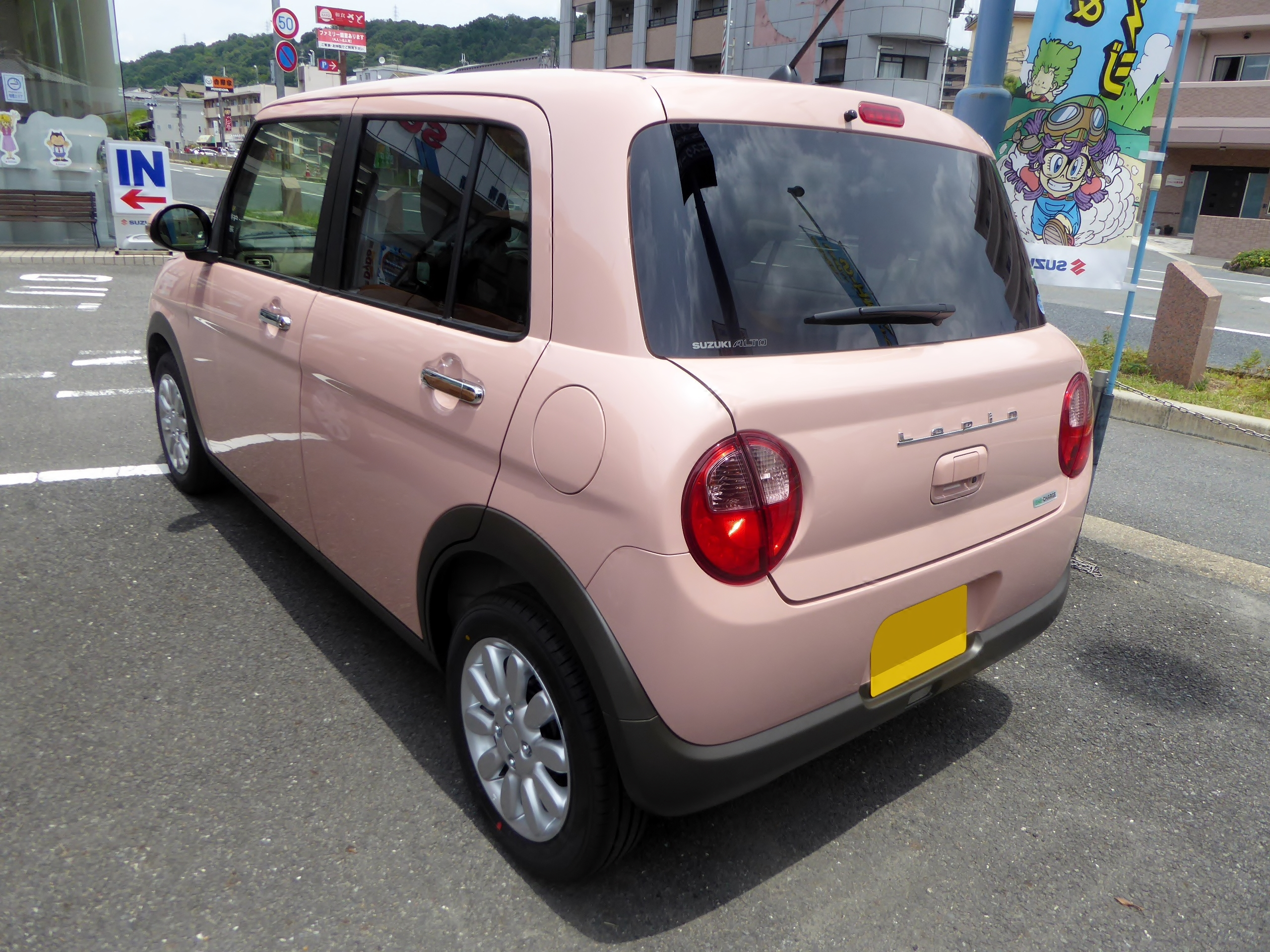
Вид сзади